# NGC 2118
NGC 2118 ist ein offener Sternhaufen im Sternbild Dorado in der Großen Magellanschen Wolke.
Das Objekt wurde am 25. September 1826 von James Dunlop entdeckt.